# 艺电
37°31′19.47″N 122°15′16.42″W / 37.5220750°N 122.2545611°W
藝電（简称“EA”，其他译名「电子艺界」）是美國一家跨國性的互动娱乐软件制作与发行公司，由特里普·霍金斯于1982年5月28日创立，总部位于美国加利福尼亚州的红木城，在美国、加拿大、英国、澳大利亚、中国等地区均设有分公司或子公司，世界各地雇员总数超过1萬人。主要进行电脑游戏、主机游戏、网络游戏、手机游戏等的开发、出版以及销售业务活动。

## 公司结构
至2020年，EA由四大品牌组成：EA Games，EA Sports，EA Maxis，EA All Play。每个品牌都将拥有专门的制作室和以客户驱动为先的发行团队。
四大品牌划分如下：
- EA Games – 拥有最多制作室和制作团，这个品牌负责动作-冒险，角色扮演，赛车和战斗游戏。除了传统的游戏外，EA Games 负责制造大型网络游戏。同时EA Games还将负责EA其他授权游戏的发行业务。EA Games由Frank Gibeau负责。
  - Criterion Games（专做赛车游戏的制作室）
  - EA Digital Illusions CE, 简称DICE （以战地系列游戏而闻名）
    - DICE Los Angeles（前身为Danger Close、EALA等）

  - Ghost Games
  - EA BioWare– 负责制造多平台RPG、MMO和RTS游戏。产品有：质量效应系列、星球大战：旧共和国武士、闇龍紀元、命令与征服2013、圣歌等。
    - BioWare Edmonton
    - BioWare Austin
    - BioWare Montreal

- EA Sports – 这是互动娱乐产业的一大王牌品牌。EA SPORTS团队负责公司的旗舰系列，包括《勁爆美式足球》系列（Madden NFL）、《勁爆美國職籃》系列（NBA Live）、《國際足盟大賽》系列（FIFA）、《泰格伍兹职业高尔夫巡回赛》系列（Tiger Woods PGA Tour）、《冰上曲棍球》系列（NHL® Hockey）和《爆云斯顿》系列（NASCAR®）。
  - EA Tiburon （佛羅里達州）
  - EA Canada （本那比）

- EA Maxis – 制作和出版为非传统玩家的休闲和模拟游戏， 产品有：模拟人生、模拟城市等众多游戏。
  - Maxis Redwood Shores
  - Maxis Salt Lake
  - Maxis Melbourne
  - Maxis Helsinki

- EA All Play—包括原来的EA和合作伙伴特许权像辛普森、俄罗斯方块、拼字游戏、大富翁、世界扑克系列、真实赛车、创世纪以及网络游戏的Pogo.com在线服务。
  - PopCap Games
  - EA Mobile

## 艺电历史

美商藝電1982年至1999年標誌，由Barry Deutsch設計。

艺电公司宣布计划于 2021 年 2 月通过以 21 亿美元的价格收购 Glu Mobile 来延长其移动业务承诺。此次收购已于 2021 年 4 月底完成。
2021年9月20日，Electronic Arts宣布完成以 14 亿美元从 WarnerMedia 手中收购移动游戏制造商 Playdemic Studios 的交易。这笔交易将 EA 的产品组合带入了超过 18 种移动直播服务。

## 批評
美國藝電仗著雄厚財力，自1991年上市後便開始的大規模收購其他遊戲工作室，透過收購掌握了許多著名遊戲品牌，包括終極動員令、創世紀、模擬市民、極速快感、 瘋狂美式足球、榮譽勳章、模擬城市、战地系列等，但是EA甚少用心經營手上的遊戲品牌，而是非常勢利地對待這些品牌，一但發現失去賺钱的能力，便直接砍掉项目或解散团队而不是想辦法提升遊戲品质。
目前被收購的公司或製作組大多都遭到EA勒令重組或解散，使得遊戲失去原製作組後無法繼續展現原有核心魅力，更多是直接失去出續作的機會，當中包括Westwood（《終極動員令》系列）、Playfish（代表作有Restaurant City、Pet Society等）、Bullfrog（《上帝也疯狂》系列）、PopCap Games（植物大战僵尸）、維瑟羅遊戲（絕命異次元系列）等。
該公司在2012年和2013年兩度被用戶至上主義者（Consumerist）網站評為“美國最差公司”（Worst Company in America），2018年被《今日美國》列在最讓人痛恨的美國公司中的第五位。它在遊戲愛好者心目中是如此糟糕，以至於獲得了“邪惡帝國”（Evil Empire）的綽號。

## 子公司及旗下工作室

### 現存
- 各国家与地区的EA分公司：
  - 北美洲：
    -  加拿大－EA Canada
      -  加拿大魁北克省滿地可－EA Montreal

    -  EA Los Angeles： 前身為DreamWorks Interactive LLC，收購於2000年。
    -  美國北科羅拉多－EA North Carolina
    -  美國猶他州鹽湖城－EA Salt Lake：前身為Headgate Studios，收購於2006年12月。

  - 南美洲：
    -  巴西－EA Brazil

  - 歐洲：
    -  德國－EA Deutschland
    -  法國－EA France
    -  羅馬尼亞－EA Romania：前身為JAMDAT Mobile，收購於2006年。
    - 瑞士、英国、罗马尼亚－Ghost Games

  - 亞洲：
    -  中國－EA China
      -  中国香港－EA Hong Kong

    -  印度－EA India
    -  韩国－EA Korea
      -  南韓首爾－EA Seoul：前身為J2M，收購於2008年。[8]

    -  俄羅斯－EA Russia
    -  新加坡－EA Singapore
    -  马来西亚－EA Malaysia

- EA四大品牌：
  -  EA Casual Entertainment
  -  EA Sports：美商藝電體育系列遊戲的發行商。

- 其他工作室或子公司：
  -  BioWare：收購於2007年。
  -  Codemasters：收購於2021年。
  -  Criterion Games：前身為Criterion Software收購於2004年8月。
  -  Bright Light：前身為EA UK。
  -  EA Digital Illusions CE（DICE）：收購於2006年10月2日。
  -  EA Freestyle
  -  European Integration Studio
  -  EA Phenomic：前身為Phenomic Game Development，收購於2006年8月。
  -  EA Mobile
  -  EA Mobile
  -  EA Tiburon：前身為Tiburon Entertainment ，收購於1998年。
  -  Easy Studios
  -  Glu Mobile：收購於2021年。
  -  Maxis：現只為一商標標籤。
  -  Mythic Entertainment：前身為Interworld Productions，收購於2006年6月。
  -  北美測試中心（North American Testing Center）
  -  Playfish：收購於2009年。
  -  PopCap：收購於2011年。
  -  Firemonkeys Studios：收購於2011年。
  -  Motive Studio：创立于2015年。
  -  Respawn Entertainment：收購於2017年11月。
  -  波兰 - Elsewhere Entertainment：成立于2024年。

### 已結業
- Original HQ
- Origin Systems：收購於1992年，關閉於2004年
- Bullfrog Productions：收購於1995年，關閉於2001年。
- EA Black Box：收購於2002年6月，並與EA Canada合併。
- EA Baltimore：關閉於2000年。
- EA Seattle：收購於1996年1月29日，關閉於2002年。
- Maxis：收購於1997年，與Redwood Shores於2004年合併。
- Westwood Studios：與Maxis於2003年合併。
- EA Pacific：被Westwood Studios於1998年收購，關閉於2003年。
- Kesmai（GameStorm）：收購於1999年，關閉於2001年。
- DICE Canada：卡2006年10月2日收購了DICE，並同時關閉了DICE Canada。
- EA Japan：成為EA合作伙伴（EA Partners）。
- EA UK (Chertsey)：被合併於EA UK位於吉爾福特（Guildford）的辦公室。
- EA Chicago：前身為NuFX，收購於2004年，關閉於2007年11月6日。
- Pandemic Studios：收購於2007年10月，關閉於2009年11月17日。
- EA Taiwan：成立於 1997 年、關閉於 2011 年
- EA Victory Games：關閉於2013年。
- Maxis Emerville 关闭于2015年3月5日
- Visceral Games ：前身為EA Redwood Shores，2017年关闭
- PopCap Games Shanghai：關閉於2017年，其運營遊戲後續開發轉由代理方拓維遊戲負責
- 工业玩具游戏工作室（英语：Industrial Toys） ：2012年成立，2018年被EA收购，作为EA Mobile子公司运营，2023年1月31日关闭
- Ridgeline Games：2022年由EA建立，2024年2月29日关闭。
- Cliffhanger Games：2023年由EA建立，2025年5月28日关闭。

### EA合作伙伴計畫
EA合作伙伴計劃（EA Partners）是為協助第三方遊戲開發者以推出及發行他們的遊戲。當中包括有：
- Realtime Worlds：全面通緝（APB: All Point Bulletin）
- Epic Games：狂彈風暴（Bulletstorm）
- Crytek：末日之戰系列
- Hothead Games：戴斯班克（DeathSpank）
- Flagship Studios：地獄之門: 倫敦毀滅（Hellgate: London）
- 38 Studios、 Big Huge Games：大地王國：罪與罰（Kingdoms of Amalur: Reckoning）
- Valve：惡靈勢力系列（Left 4 Dead series）、橘盒（The Orange Box）、傳送門2（Portal 2）
- Insomniac Games：Overstrike
- Harmonix Music Systems、 MTV Games：搖滾樂團系列（Rock Band series）
- Funcom：神秒世界（The Secret World）
- Grasshopper Manufacture：闇影罪罰（Shadows of the Damned）
- Klei Entertainment：閃克（Shank）
- 霧影工作室：逃出生天、双人成行

## 遊戲平台
目前，美国艺电的产品横跨所有主流游戏平台，包括PC、索尼的PlayStation 4、PSP、微软的Xbox 360、任天堂Wii、NDS、3DS、任天堂Switch、Google（谷歌）的Android、苹果的Mac、iPhone、iPad等。

## 外部連結
- 官方网站
- EA中国的新浪微博